# Трирутенийдекабериллий
Трирутенийдекабериллий — бинарное неорганическое соединение
рутения и бериллия
с формулой Be10Ru3,
кристаллы.

## Получение
- Сплавление стехиометрических количеств чистых веществ:

{\displaystyle {\mathsf {3Ru+10Be\ {\xrightarrow {1670^{o}C}}\ Be_{10}Ru_{3}}}}

## Физические свойства
Трирутенийдекабериллий образует кристаллы
кубической сингонии, пространственная группа I 43m, параметры ячейки a = 1,103 нм, Z = 8,
структура типа γ-латуни
.
Соединение конгруэнтно плавится при температуре 1670°C .